# Cavalcaselle (Castelnuovo del Garda)
Cavalcaselle è una frazione del comune di Castelnuovo del Garda, sulla statale 11, compresa tra il capoluogo e Peschiera del Garda, con la quale forma quasi un unico agglomerato, vista l'enorme espansione edilizia degli ultimi anni dovuta al boom turistico.

## Storia

### Simboli
Quando era un comune autonomo, Cavalcaselle aveva uno stemma su cui era raffigurato un cavallo sormontato da tre stelle  e affiancato da due alberi, con la scritta "Comun de Cavalcasele".

## Monumenti e luoghi d'interesse
Alla destra della statale provenendo da Castelnuovo, si trova la villa Da Monte (XIV secolo), costruita da nobili toscani che nel medioevo erano proprietari del paese, e che ora versa in stato di semiabbandono. Poco più avanti, la villa D'Emilei-Arvedi, alla quale si accede attraverso un vialetto di pioppi.
Nel centro del paese sorge la chiesa parrocchiale dei SS. Filippo e Giacomo, edificata dal 1756 su progetto dell'architetto Adriano Cristofoli, in luogo di un precedente luogo di culto, del quale rimane solo parte del pavimento nell'abside. La conformazione della chiesa si allarga lungo la navata a forma di ellisse per concludersi a croce greca nel presbiterio, ricostruito nel 1946 dopo i bombardamenti del secondo conflitto mondiale e decorato dall'artista Pegrassi.
All'interno si possono ammirare le pale degli altari laterali, di cui una attribuita a Giandomenico Cignaroli e raffigurante la presentazione al tempio. Sull'altare maggiore la pala dell'artista Cavaggioni raffigura la Madonna degli Angeli e i santi patroni Filippo e Giacomo apostoli (1760). Recentemente il medaglione al centro della volta cupolata, attribuibile alla scuola del Lorenzi (autore di altri dipinti della chiesa) e raffigurante la trasfigurazione sul Monte Tabor, è in parte crollato e dopo un periodo di chiusura della chiesa, necessario alla messa in sicurezza dell'ovale, il tempio è stato riaperto al culto, in attesa della ricostruzione dei frammenti caduti del medaglione.